# Dipartimento di Formosa
Formosa è un dipartimento argentino, situato nella parte orientale della provincia di omonima, con capoluogo Formosa.
Esso confina con i dipartimenti di Pilcomayo a nord, di Pirané a ovest, e di Laishi a sud, e con la repubblica del Paraguay a est.
Secondo il censimento del 2001, su un territorio di 6.195 km², la popolazione ammontava a 210.071 abitanti, con un aumento demografico del 31,66% rispetto al censimento del 1991.
Municipi del dipartimento sono:
- Colonia Pastoril
- Formosa
- Gran Guardia
- San Hilario
- Mariano Boedo
- Mojón de Fierro
- Villa del Carmen
- Villa Trinidad